# Fekete málna
A fekete málna (Rubus occidentalis) a málnafélék (Idaeobatus) alnemzetségébe tartozik. Nem összekeverendő a szeder (Rubus fruticosus) népies nevével, ami szintén fekete málna. 
Sarjait főként április és május végén hozza. Általában terebélyesen szétterülő bokrot alkot, ezért a kötözést igényli. Érzékeny a levéltetvekre és egyéb kártevőkre (Vértetű (Eriosoma lanigerum), amely szintén egy adventív faj), de a gombákra, baktériumokra nézve ellenálló.

Magyarországon még nem elterjedt, de boltokban kapható, különlegessége gyorsan felkeltette az emberek érdeklődését.

## Elterjedése
Észak-Amerikában őshonos, ezért főként a hidegebb éghajlatot kedveli, azonban hazánkban is sikerrel termeszthető. Fényigénye megegyezik az őshonos málnafajtákkal (Fertődi aranyfürt sárga málna). Igényli a téli fagyot, általában 0 Celsius-fok körül sem dobja le a leveleit. Ennek hiányában levelei megmaradnak és hajlamosabbak lesznek a betegségekre is.  

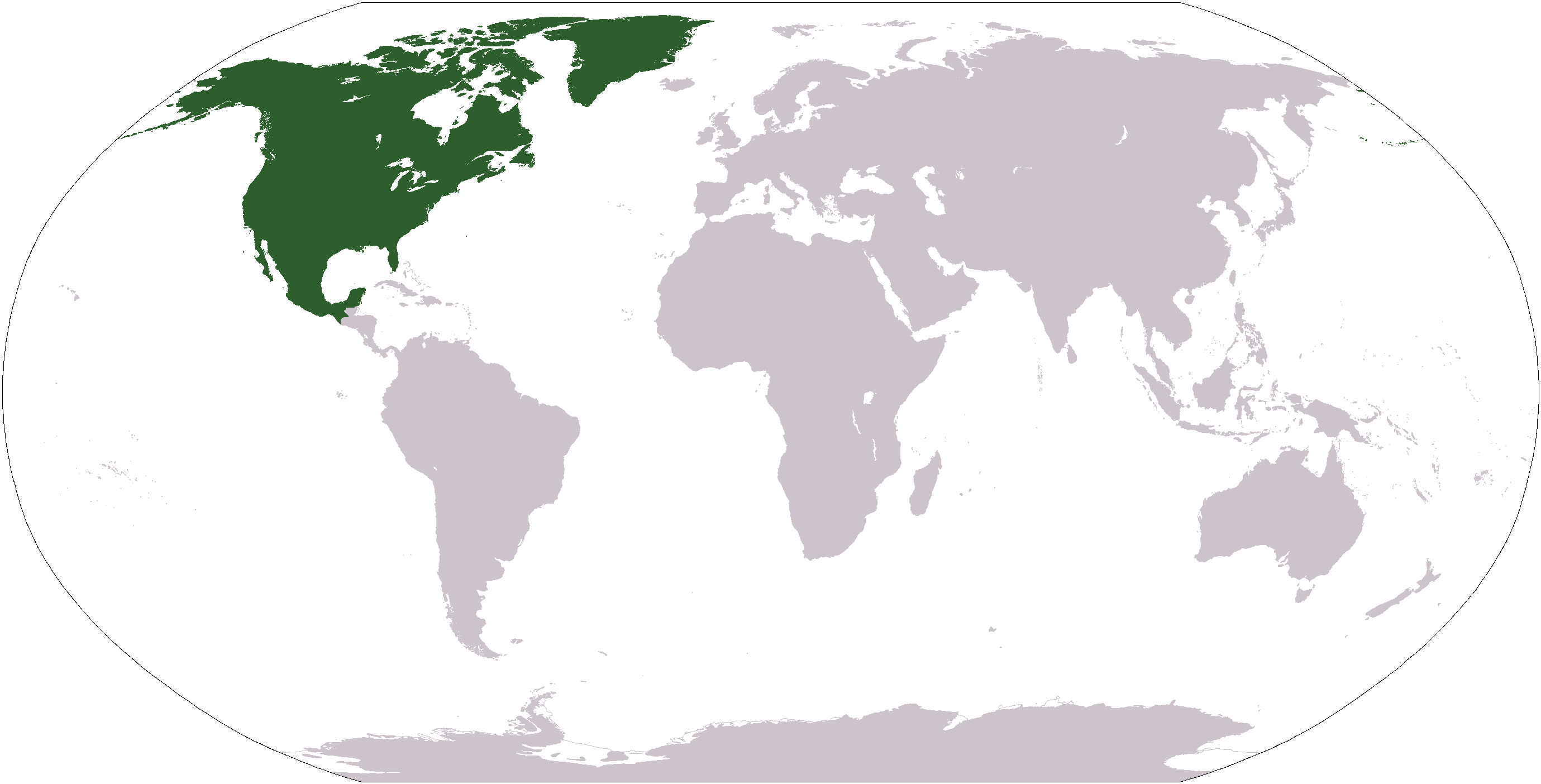
A fekete málna őshazája Észak-Amerika

## Felépítése
A fekete málna egy lombhullató félcserje, melynek 2 éves hajtása a többi málnához hasonlóan elhal. A szárát a többi málnafajtához képest nagy szúrós tüskék borítják, amelyek főként a fiatal sarjakat borítják. Gyökere szétterül és az elnyúlása akár 3 méter is lehet. Idős gyökereinek a vastagsága elérheti a 2 cm-t is. Föld feletti hajtásrendszere szétágazó és főként elterülő, hasonlóan a japán szamócamálnához (Rubus illecebrosus), ezért a felkötése sem egyszerű. Az itthoni málnáknál kicsivel nagyobbra nő, de körülbelül hasonló maximálisan 2-2,5 méter. Fiatal hajtásokat általában jobban megtámadják a levéltetvek (miután elsődleges bőrszövetből másodlagos bőrszövet lesz, a paraziták képtelenek lesznek elérni a floémet). 

## Termése
A termése hasonló a többi málnához. Azonban a színéből is jól látszik, hogy nagyobb mennyiségű antioxidánst tartalmaz, melyekből a  legjellemzőbbek az antocián vegyületek. Összehasonlítva a világosabb színű (sárga, piros) gyümölcsöt termő fajokkal/fajtákkal, sokkal több antioxidánst tartalmaz. Ezenkívül gazdag flavonoidokban, mikro- és makroelemekben. Kitűnő vitamin forrásul szolgál, amit az bizonyít, hogy fél maroknyi fekete málna fedezi a napi szükséges vitamin bevitel 25%-át. Jelenlegi tanulmányok alapján kimutatták, hogy jó hatással van a rák megelőzésére és segít beállítani az optimális vércukor szintet is. 

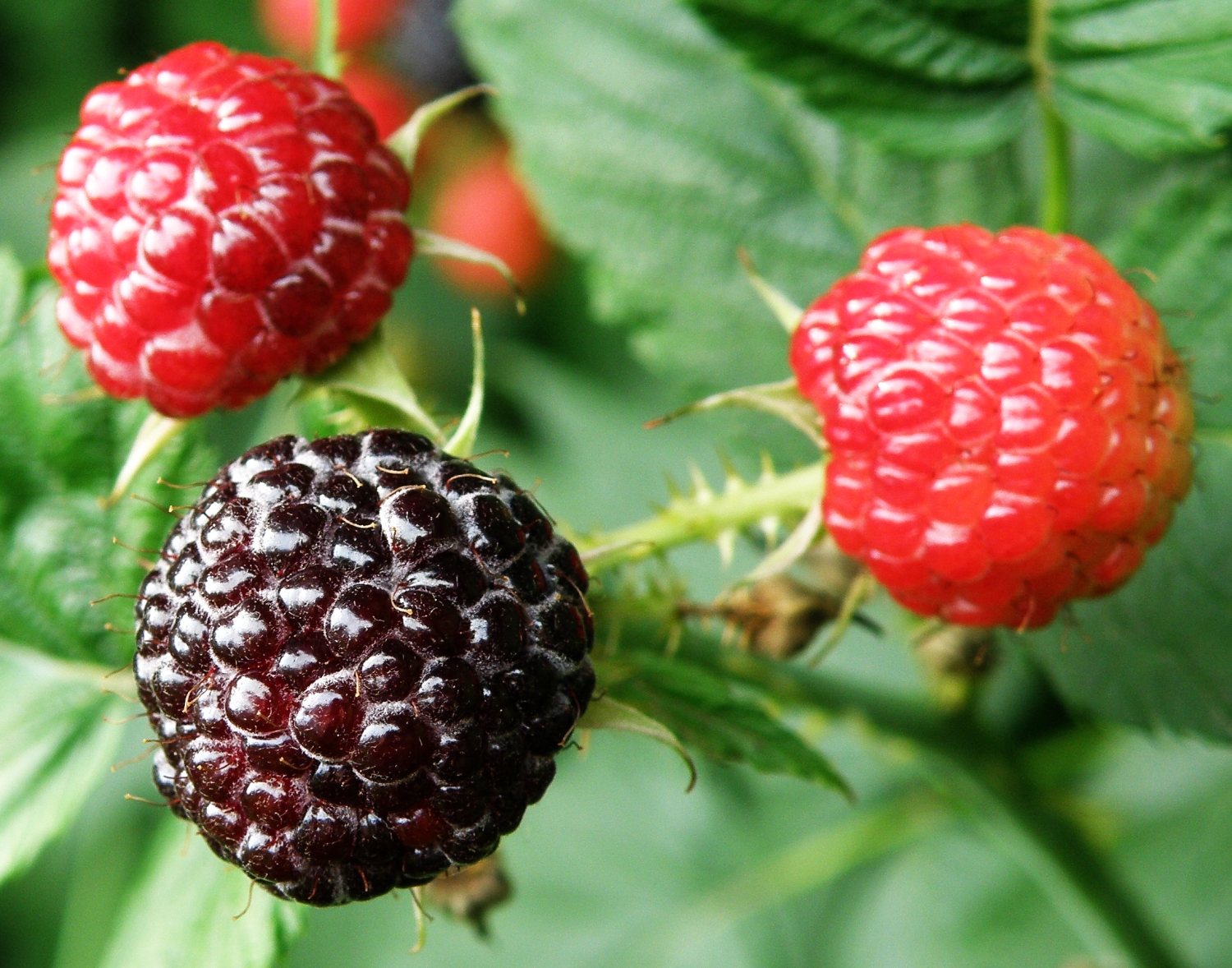
A fekete málna